# ケーリー駅
ケーリー駅（英語：Cary Station ）は、アメリカ合衆国ノースカロライナ州ケーリー ノース・アカデミー・ストリート211にある駅。 全米各地を結ぶ旅客鉄道のアムトラックが乗り入れている。

## 概要
現在のアムトラックの駅は1996年に建てられた。駅舎は、アムトラックの乗客と路線バスの乗客だけでなく、自動車運転免許証のオフィスが入居している部分が含まれている。

## 利用可能な鉄道路線／列車
アムトラックの停車する列車は下記の通り。
ニューヨークとマイアミ間の夜行長距離列車シルバー・スター号…1日1往復停車
ニューヨークとシャーロット間の昼行長距離列車カロリニアン号 …1日1往復停車
ローリーとシャーロット間の昼行中距離列車ピードモント号 …1日3往復停車

## バス
当駅から乗車できるバスは以下の通り。
路線バス： ゴートライアングル (GoTriangle)